# Temporada 1935 de las Grandes Ligas de Béisbol
La Temporada 1935 de las Grandes Ligas de Béisbol fue la trigésimo quinta temporada de las Grandes Ligas de Béisbol desde su unificación y la trigésimo segunda con Serie Mundial. Los Detroit Tigers derrotaron a los Chicago Cubs por 4-2 para ganar la Serie Mundial.

## Estadísticas
|                        | \| Liga Americana[2] \| \| \| \| \| \| Club \| G \| P \| PG % \| GB \| \| Detroit Tigers \| 93 \| 58 \| .616 \| - \| \| New York Yankees \| 89 \| 60 \| .597 \| 3.0 \| \| Cleveland Indians \| 82 \| 71 \| .536 \| 12.0 \| \| Boston Red Sox \| 78 \| 75 \| .510 \| 16.0 \| \| Chicago White Sox \| 74 \| 78 \| .487 \| 19.5 \| \| Washington Senators \| 67 \| 86 \| .438 \| 27.0 \| \| St. Louis Browns \| 65 \| 87 \| .428 \| 28.5 \| \| Philadelphia Athletics \| 58 \| 91 \| .389 \| 34.0 \| |    |      |      |
| Liga Americana         | |    |      |      |
| Club                   | G | P  | PG % | GB   |
| Detroit Tigers         | 93 | 58 | .616 | -    |
| New York Yankees       | 89 | 60 | .597 | 3.0  |
| Cleveland Indians      | 82 | 71 | .536 | 12.0 |
| Boston Red Sox         | 78 | 75 | .510 | 16.0 |
| Chicago White Sox      | 74 | 78 | .487 | 19.5 |
| Washington Senators    | 67 | 86 | .438 | 27.0 |
| St. Louis Browns       | 65 | 87 | .428 | 28.5 |
| Philadelphia Athletics | 58 | 91 | .389 | 34.0 |

|                       | \| Liga Nacional[3] \| \| \| \| \| \| Club \| G \| P \| PG % \| GB \| \| Chicago Cubs \| 100 \| 54 \| .649 \| - \| \| St. Louis Cardinals \| 96 \| 58 \| .623 \| 4.0 \| \| New York Giants \| 91 \| 62 \| .595 \| 8.5 \| \| Pittsburgh Pirates \| 86 \| 67 \| .567 \| 13.5 \| \| Brooklyn Dodgers \| 70 \| 83 \| .458 \| 29.5 \| \| Cincinnati Reds \| 68 \| 85 \| .444 \| 31.5 \| \| Philadelphia Phillies \| 64 \| 89 \| .418 \| 35.5 \| \| Boston Braves \| 38 \| 115 \| .248 \| 61.5 \| |     |      |      |
| Liga Nacional         | |     |      |      |
| Club                  | G | P   | PG % | GB   |
| Chicago Cubs          | 100 | 54  | .649 | -    |
| St. Louis Cardinals   | 96 | 58  | .623 | 4.0  |
| New York Giants       | 91 | 62  | .595 | 8.5  |
| Pittsburgh Pirates    | 86 | 67  | .567 | 13.5 |
| Brooklyn Dodgers      | 70 | 83  | .458 | 29.5 |
| Cincinnati Reds       | 68 | 85  | .444 | 31.5 |
| Philadelphia Phillies | 64 | 89  | .418 | 35.5 |
| Boston Braves         | 38 | 115 | .248 | 61.5 |

## Serie Mundial 1935
|  | Serie Mundial  |                |   |  |
|  |                |                |   |  |
|  | Detroit Tigers | Detroit Tigers | 4 |  |
|  | Detroit Tigers | Detroit Tigers | 4 |  |
|  | Chicago Cubs   | Chicago Cubs   | 2 |  |
|  | Chicago Cubs   | Chicago Cubs   | 2 |  |

|                                                        |
| Campeón de las Grandes Ligas Detroit Tigers 1.º título |